# José de Queirós Alves
José de Queirós Alves, C.Ss.R. (Soalhães, Portugal, 6 de maio de 1941) é um clérigo português e arcebispo católico romano emérito de Huambo.

## Vida
José de Queirós Alves ingressou na Congregação Redentorista, fez a profissão em 15 de agosto de 1960 e foi ordenado sacerdote em 2 de agosto de 1966.
O Papa João Paulo II o nomeou Bispo de Menongue em 12 de setembro de 1986. O Arcebispo do Huambo, Francisco Viti, o sagrou em 23 de novembro do mesmo ano; Foram co-consagradores Fortunato Baldelli, Delegado Apostólico em Angola e Pró-Núncio Apostólico em São Tomé e Príncipe, e Pedro Luís António, Bispo de Kwito-Bié.
Foi nomeado Arcebispo do Huambo a 3 de Maio de 2004 e tomou posse a 27 de Junho do mesmo ano. Em 1º de outubro de 2018, o Papa Francisco aceitou a renúncia de José de Queirós Alves por motivos de idade.